# Edward Gardner
Edward Gardner OBE (Gloucester, 22 novembre 1974) è un direttore d'orchestra britannico.

## Biografia
Gardner è nato a Gloucester e ha cantato come corista nella Cattedrale di Gloucester. Da giovane ha suonato pianoforte, clarinetto e organo. Ha frequentato la King's School, Gloucester e l'Eton College. Presso l'Università di Cambridge ha continuato come studente di musica ed è stato uno studioso di coro al King's College Choir. Aveva cominciato la direzione di coro a Eton e continuò a dirigere a Cambridge. Ha inoltre studiato alla Royal Academy of Music, dove tra i suoi insegnanti c'era Colin Metters. Si è laureato alla RAM nel 2000.
Dal 1997 fino al 2002 Gardner è stato direttore musicale della Wokingham Choral Society, incarico precedentemente ricoperto da Graeme Jenkins, Paul Daniel e Stephen Layton. Nel 1999, mentre era ancora studente presso la Royal Academy of Music, Gardner diventò répétiteur al Festival di Salisburgo, su invito di Michael Gielen, perché l'altro répétiteur si era ammalato. Gardner successivamente fu incaricato come direttore assistente di Mark Elder presso The Halle Orchestra per 3 anni. Nel 2003 Gardner è stato nominato direttore musicale del Glyndebourne on Tour e assunse la carica formalmente nel 2004. Ha ceduto questo posto nel 2007.
Nel 2005, Gardner è stato vincitore dello Young Artist Award della Royal Philharmonic Society (RPS). Nel marzo 2006 è stato nominato direttore musicale della English National Opera. Assunse formalmente l'incarico nel maggio 2007, con un contratto iniziale di 3 anni. Sebbene non ci sia stato alcun comunicato stampa formale dell'estensione del suo contratto con ENO, Gardner ha pubblicamente dichiarato nel 2011 i suoi piani di lavorare con ENO almeno fino al 2015. Nel mese di gennaio 2014 ENO ha annunciato la conclusione prevista del mandato di Gardner come direttore musicale nel 2015.
Nel settembre 2010, la City of Birmingham Symphony Orchestra annunciato la nomina di Gardner come suo prossimo direttore ospite principale, con efficacia da settembre 2011, con un contratto iniziale di 3 anni, per 3-4 settimane di concerti a stagione. Concluse il suo mandato di direttore ospite principale alla CBSO nel mese di luglio 2016. Al di fuori del Regno Unito, a febbraio 2013, Gardner è stato allo stesso tempo nominato il prossimo direttore principale ospite della Orchestra Filarmonica di Bergen, efficace agosto 2013, e il prossimo direttore principale dell'orchestra, efficace con la stagione 2015 -2016. Il suo contratto iniziale, come direttore principale è per 3 anni.
Gardner ha diretto diverse registrazioni per la EMI Classics, tra cui collaborazioni con Alison Balsom e Kate Royal. Ha anche firmato un contratto discografico con la Chandos Records, che comprendeva registrazioni di musiche di Witold Lutosławski e Benjamin Britten.

## Onorificenze
Nel 2008, il RPS ha nominato Gardner suo direttore dell'anno. Gardner è stato nominato Ufficiale dell'Ordine dell'Impero Britannico (OBE) nei Birthday Honours del 2012, per servizi alla musica.

## Vita privata
Gardner ha un figlio, Charlie, nato nel marzo 2010, dal suo passato rapporto con la Balsom.